# Río Flumen

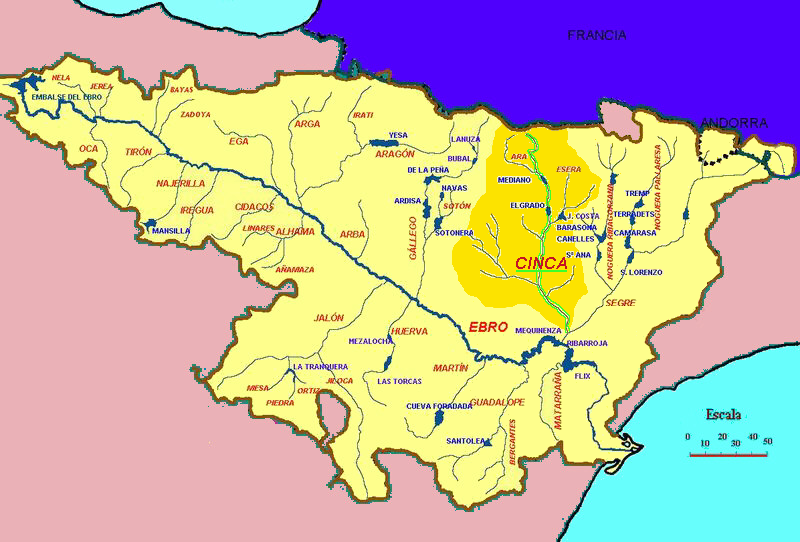
Das Einzugsgebiet des Río Cinca

Der Río Flumen ist ein Fluss in der spanischen Provinz Huesca. Er entspringt in 1400 m Meereshöhe in der Sierra de Bonés der aragonesischen Pyrenäen, durchfließt den Stausee Embalse de Santa María de Belsué, fließt westlich parallel zum Guatizalema nach Süden und östlich knapp an Huesca vorbei, wobei der im Jahr 2010 aufgestaute Pantano de Montearagón durchflossen wird, wobei er sich in der Hoya de Huesca in ein umfangreiches Bewässerungssystem aufteilt. Er nimmt bei Buñales den die Stadt Huesca durchfließenden, rund 40 km langen Río Isuela auf, passiert Grañén und mündet bei Albalatillo wenige Kilometer südlich von Sariñena in den Río Alcanadre.